# 宮原家
宮原家（みやはらけ）は、武家・士族だった日本の家。清和源氏。室町時代の鎌倉公方足利氏の庶流。江戸時代には高家旗本。維新後は士族。

## 歴史
戦国時代に古河公方足利高基の四男晴直は、関東管領山内上杉憲房の養嗣子となり上杉憲寛と名乗ったが、憲房の実子の上杉憲政に家督を奪われ、上総国市原郡宮原村（現在の千葉県市原市高滝）に移住し、宮原御所と称された。
1590年（天正18年）に徳川家康が関東に入部すると、晴直の孫の義照は召し出され、「由緒の地」であるとして下野国足利郡駒場村・多田木村1140石を賜って旗本となった。2代義久は、武田勝頼の娘貞との結婚と、当主・嫡子のみ宮原姓を称し庶子は武田氏支流の穴山姓を称することを家康から命じられた。
5代義真の弟氏春は、古河公方末裔の本家筋である喜連川家の養子に入っている。その一方で義真は嗣子が早世したため、大身旗本（8000石）の杉浦家から甥である氏義を養子に迎えている。
幕末の当主宮原義路は従五位下侍従兼弾正大弼に叙任された奥高家だったが、朝廷に早期帰順して本領を安堵され、慶応4年（1868年）5月に中大夫席を与えられた。翌1869年（明治2年）12月に中大夫以下の称が廃されると士族に編入され、さらに翌年11月には元中大夫や地下官人らの位階廃止で従五位を返上し、これ以降「義次郎」と改名した。1875年（明治8年）に義次郎は旧領の栃木県足利郡駒場村（現在の足利市）に移住し、同村の三柱神社祠掌に就任した。
華族が五爵制になった際に定められた『叙爵内規』の前案である『叙爵規則』では旧高家が男爵に含まれていたため、宮原家も男爵家の候補にあがっていたものの、最終的な『叙爵内規』では旧高家は授爵対象外となったので結局同家は士族のままだった。

## 系譜
```
凡例
　太線は実子、細線は養子。　数字は歴代当主
 
　　　　　　　　　　　　　　
足利政氏
（
古河公方
）　
 　┏━━━━━━━━━━━━━┫　　　　

足利義明
（
小弓公方
）　　　　
足利高基
　　　　　　　　　　　　　　　　　
上杉憲房
（
関東管領
）　
 　┣━━━━━━┓　　　　　　┣━━━━━━┓　　　　　┌───────┨

足利義純
　　　
足利頼純
　　　
足利晴氏
　　　
足利晴直（＝上杉憲寛）
 　 　
上杉憲政

 　　　　　　　　┃　　　　　　┃　　　　　　┃　　　　　　　　　　　　  │
 　　　　　　　　┃ 　　　　
足利義氏
　　　
足利義勝
　　　　　　　　  　
上杉謙信

 　┏━━━━━━┫　　　　　　┃　　　　　　┣━━━━━━┓　　　　　　│

足利国朝
　　 
喜連川頼氏
 　　　
氏姫
　　　　
宮原義照
1
 　　　
義久
　　　　
上杉景勝

 　　　　　　　　┃　　 （国朝・頼氏室） 　　│
　　　　　　 
喜連川義親
 　　　　　　　　　　
義久
2

 　　　　　　　　┃　　　　　　　　　　　　　┃
 　　　　　　
喜連川尊信
　　　　　　　　　　 
晴克
3

 　　　　　　　　┃　　　　　　　　　　　　　┃
 　　　　　　
喜連川昭氏
　　　　　　　　　　 
義辰
4

 　　　　　　　　│　　　　　　　　　　　　　┣━━━━━━┳━━━━━━┓
 　　　　　　
喜連川氏春
　　　　　　　　　　 
義真
5
　　　
喜連川氏春
 　　
杉浦政令室

 　　　　　　　　┃　　　　　　┏━━━━━━┥　　　　　　　　　　　　　┃
 　　　　　　
喜連川茂氏
　　　 
実義
　　　　　
氏義
6
 　　　　　　　　　　
杉浦一之（氏義）

 　　　　　　　　┃　　　　　　　　　　　　　┃
 　　　　　　
喜連川氏連
　　　　　　　　　　 
義汨
7

 　　　　　　　　│　　　　　　　　　　　　　┣━━━━━━┓
 　　　　　　
喜連川恵氏
　　　　　　　　　　 
義潔
8
 　　　　
義利

 　　　　　　　　┃　　　　　　　　　　　　　┝━━━━━━┓
 　　　　　　
喜連川彭氏
　　　　　　　　　　 
義利
　　　　　
義周

 　　　　　　　　┃　　　　　　　　　　　　　│
 　　　　　　
喜連川煕氏
　　　　　　　　　　 
義周
9
 　　　　　　　　　　
戸田氏倚

 　　　　　　　　│　　　　　　　　　　　　　┃　　　　　　　　　　　　　┃
　　　　　　 
喜連川宜氏
　　　　　　　　　 　
義直
10
　　　　　　　　　　
岡部豊常

 　　　　　　　　│　　　　　　　　　　　　　┠────────────┐┃
　　　　　　 
喜連川縄氏
　　　　　　　　　　
聡氏
（喜連川家相続のち復籍） 
義路
11

 　　　　　　　　┝━━━━━━┓　　　　　　┃
　　　　　　　
足利聡氏
　　 
足利於菟丸
　　　 
巌夫

 　　　　　　　　│
　　　　　　 
足利於菟丸
　
```